# Tereticus peyrierasi
Tereticus peyrierasi är en skalbaggsart som beskrevs av Reé Michel Quentin och Jean François Villiers 1975. Tereticus peyrierasi ingår i släktet Tereticus och familjen långhorningar.
Artens utbredningsområde är Madagaskar. Inga underarter finns listade i Catalogue of Life.